# Thomas
Thomas je priimek več oseb:
- Arthur Frank Friend Thomas, britanski general
- Ambroise Thomas, francoski skladatelj
- George Arthur Thomas, britanski general
- Lechmere Cay Thomas, britanski general
- Gwilym Ivor Thomas, britanski general
- Vivian Davenport Thomas, britanski general
- William Bain Thomas, britanski general